# Децим Велий Руф Юлиан
Де́цим Ве́лий Руф Юлиа́н (лат. Decimus Velius Rufus Iulianus; казнён в 183 году, Рим, Римская империя) — римский государственный и политический деятель, ординарный консул 178 года.

## Биография
Отцом Юлиана был либо военный трибун Велий Руф, либо консул-суффект 144 года Децим Велий Фид. В 178 году он занимал должность ординарного консула вместе с Сервием Корнелием Сципионом Сальвидиеном Орфитом. В 183 году Юлиан был казнён по приказу императора Коммода за участие в заговоре Луциллы.